# Alfonso DiLuca
Alfonso DiLuca est un acteur américaino-dominicain né à Saint-Domingue en République dominicaine.

## Filmographie

### Cinéma
- 2000 : The Crew : Charlie
- 2001 : L'Ultime Cascade : l'agent du FBI
- 2009 : Fishing : Hector
- 2010 : Sinatra Club : Al
- 2011 : Dispatch : Ernesto
- 2011 : Hunch : Aldo Rossi
- 2012 : The Three Bilinguals : Juan Zapatero
- 2015 : If I Only Knew : le père
- 2019 : Carousel : Gustavo

### Télévision
- 2000 : La revancha : Daniel Argento (1 épisode)
- 2001 : On the Road Again (1 épisode)
- 2003 : Protagonistas de novela 2 : le juge
- 2003 : Ladrón de corazones : Leonardo de la Lama (1 épisode)
- 2003 : Gata salvaje : Torres (1 épisode)
- 2003 : Aprieta y gana (1 épisode)
- 2003 : Los Teens : Javier Rodriguez (8 épisodes)
- 2004 : Prisionera : Tito Cabello (93 épisodes)
- 2006 : Decisiones : le paparazzi (1 épisode)
- 2006-2007 : La viuda de blanco : Hipolito Reboyo (96 épisodes)
- 2007 : Burn Notice : Cristo (1 épisode)
- 2008 : The Unit : Commando d'élite : l'homme latino (1 épisode)
- 2009 : La Nouvelle Vie de Gary : Arturo (1 épisode)
- 2009 : Hôpital central : Dr Rios (1 épisode)
- 2010 : Des jours et des vies : le gérant de l'hôtel (2 épisodes)
- 2010 : Les Feux de l'amour : l'investisseur (1 épisode)
- 2010 : Undercovers : Martine Redondo (1 épisode)
- 2010-2011 : America's Most Wanted : Cosme Gonzales, Lou Ruiz et Mel Maravilla (3 épisodes)
- 2012-2014 : Fixing Paco : Tio Manuel (7 épisodes)
- 2012-2014 : Componiendo a Paco : Tio Manuel (7 épisodes)
- 2014 : Matador : Phil Zapata (1 épisode)
- 2016 : Rock in a Hard Place : Romy
- 2016-2019 : Jane the Virgin : Jorge (28 épisodes)
- 2017 : NCIS : Nouvelle-Orléans : le capitaine du Yacht (1 épisode)